# Nelson López
Nelson Juan López, né le 24 juin 1941 en Argentine, est un joueur de football international argentin, qui évoluait au poste de défenseur.

## Biographie

### Carrière en sélection
Avec l'équipe d'Argentine, il joue 8 matchs, sans inscrire de but, entre 1967 et 1969. 
Il figure dans le groupe des sélectionnés lors de la Coupe du monde de 1966. Lors du mondial organisé en Angleterre, il ne joue aucun match.